# 高嘉华高中

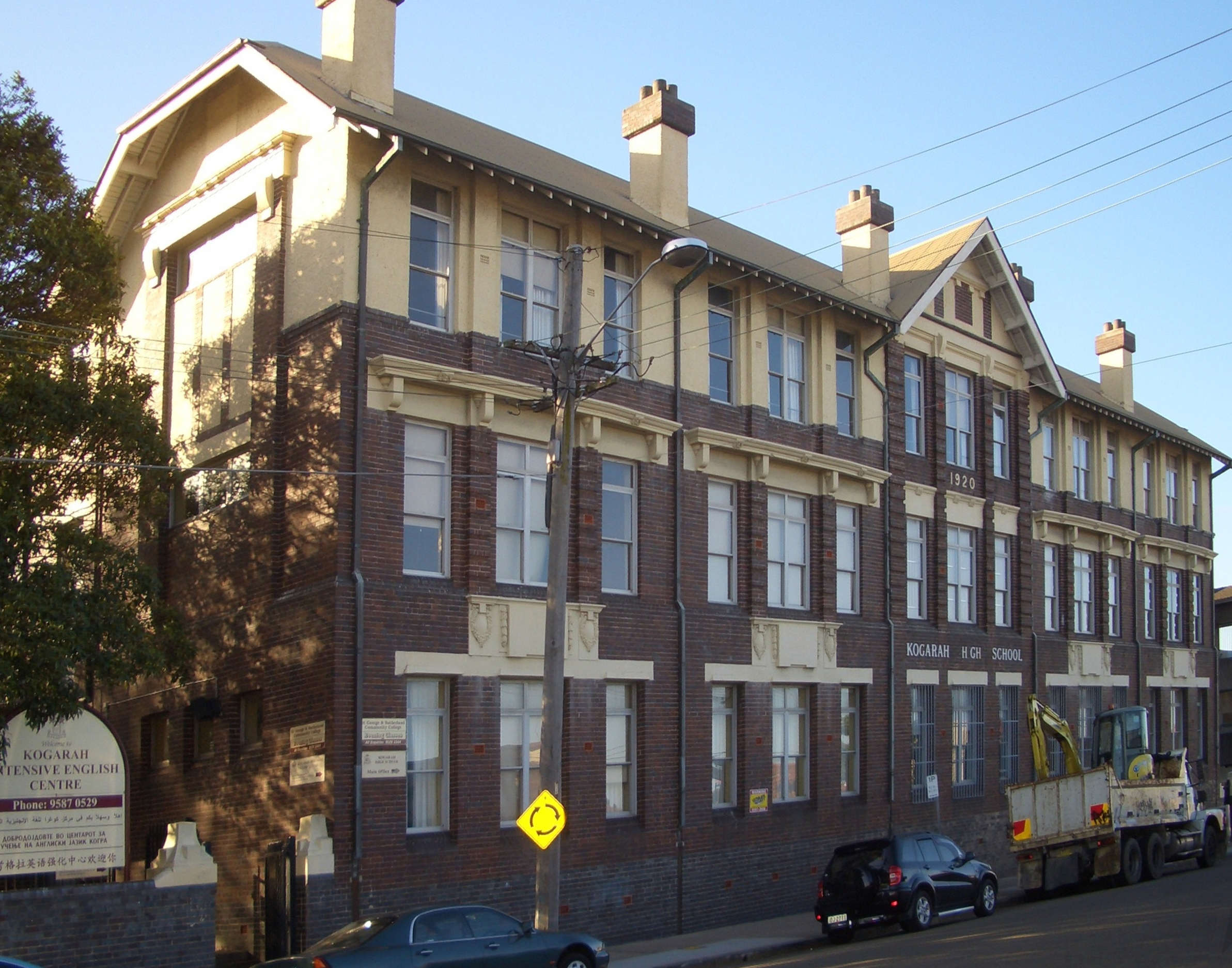
位于摄政街的高嘉华高中

高嘉华高中（Kogarah High School),也译作科格拉高中，是一所综合性男女同校高中，位于澳大利亚新南威尔士州高嘉华 。

## 运动场馆
高嘉华高中在体育领域取得的成就有着悠久的历史。学校的体育馆以四位曾是该校学生的体育名人的名字命名：肯·罗斯沃尔、布鲁斯·克兰普顿、诺曼·奥尼尔和查普曼。

## 历史
1891 年：一座新建筑
1876 年，在摄政街现高中建筑后面的场地上，一所新的公立学校建立了一座教师宿舍。 1880 年代初，铁路线扩建至高嘉华 (Kogarah) ，这对高嘉华高中 (Kogarah High School) 产生了巨大影响，因为它使邻近郊区的学生可以轻松来校，入学人数也随之增加。
1891 年，现在高中的旧部分建成。以下是新南威尔士州教育部记录中建筑师对该建筑的描述：
“这座建筑是詹姆士一世的风格，由浅黄色砖建成，配有深色砖块和石饰面，屋顶采用红瓦。”
在这个时期，学校提供学前教育和小学，但到了 1892 年，它被重新设计为“高中”(在澳大利亚，高中包括7-12年级）。 20 世纪的前十年，学校继续扩大规模，1909 年招生人数达到 1,500 人。大约在这个时候，学校分为了三个独立的部门。：1913年成立的学前班和小学部、女子中学部、以及1920年成立的男子中学部。 1916 年，一部分女子学部脱离学校成立了圣乔治女子高中，但女子学部继续由后来被称为高嘉华中央家庭科学学校的部门授课。
1954 年，学前部搬到了现在的高嘉华公立学校所在地，小学部很快也搬了过来。 1959 年，家庭科学学校成为一所完整的高中，而男子学校也在 1959 年获得了这一地位。这意味着他们都能让学生达到取得毕业证书的水平。 1963 年，两所学校合并成立高嘉华高中，成为今天的男女同校学校。 

## 著名校友
- 加里·查普曼– 奥运会和英联邦运动会游泳奖牌得主
- Bill Crabtree – 澳大利亚高嘉华的议员，任期 31 年
- 布鲁斯·克兰普顿– 澳大利亚职业高尔夫球手
- 乔伊·卡明斯 (Joy Cummings) – 澳大利亚首位女市长，（纽卡斯尔，1974 年至 1984 年）
- Les Favell – 澳大利亚板球运动员、南澳大利亚板球队长
- 莫伊拉·盖茨——女权主义哲学家
- 内维尔·海斯 (Neville Hayes) – 奥运会游泳银牌得主[2]
- 约翰·休森– 联邦反对党（自由党）前领导人
- Jeannie Little – 艺人兼演员
- 诺曼·奥尼尔– 澳大利亚和谢菲尔德盾板球运动员
- 肯·罗斯沃尔 (Ken Rosewall) – 赢得七次大满贯的网球运动员[5]
- 阿巴斯·萨阿德 (Abbas Saad) – 澳大利亚国际足球运动员 (Socceroos) 和 1985 年联邦银行杯冠军
- 琼·索尔特– 澳大利亚演员
- 约翰·塔普 (John Tapp) – 澳大利亚电视体育和赛车评论员
- 巴里·昂斯沃斯 (Barrie Unsworth) – 澳大利亚政治家、新南威尔士州第 36 任州长
- 诺曼·哈里森– 奥运会手枪射击运动员和英联邦运动会银牌得主

## 国际影响
高嘉华高中于1998年为英语欠佳的学生设立了独立于高中的语言中心（Kogarah Intensive English Centre，高嘉华强化英語中心，KIEC ），語言中心接受國際學生和本地學生。同時高嘉華高中也接受国际学生。现在有三十余名来自越南、中國、蒙古等不同国家的国际学生在高嘉华高中就读。每年都会有数十国际学生来到高嘉华高中或KIEC就读。
2022 年，高嘉华高中被新南威尔士州国際教育部（DE International） 评为年度国际学生项目学校。

## 延伸阅读
- 新南威尔士州公立学校列表